# Sedum kiangnanense
Sedum kiangnanense là một loài thực vật có hoa trong họ Crassulaceae. Loài này được D.Q. Wang & Z.F. Wu miêu tả khoa học đầu tiên năm 1990.